# 赵今声
赵今声（1903年6月14日—?），原名赵金声，字玉振，直隶束鹿（今河北辛集）人，中国港口和海岸工程专家、教育家，中国民主同盟中央委员会常务委员，第三、五、六、七届全国人大代表。